# ساقه‌پوش

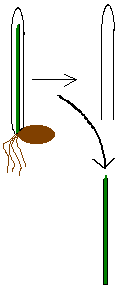
ترسیمی از یک ساقه پوش و درفشبرگ در نوک آن.

ساقه‌پوش (به انگلیسی: Coleoptile) لایهٔ محافظی است که ساقه‌های در حال رشد گیاهان تک لپه‌ای چون علف و گندم را پیش از رشد کاملشان می‌پوشاند. ساقه‌پوش‌ها دو رگ اصلی دارند که کاملاً در سمت مخالف یکدیگر واقع شده‌اند. جنس ساقه پوش‌ها از سلول‌های مشابه‌ای است که عامل رشد عمودی گیاه هستند. همچنین بر روی سطح این ساقه‌پوش‌ها رگ‌های ویژه‌ای برای حمل آب وجود دارند. هنگامی که ساقه پوش‌ها به سطح خاک می‌رسند، برگ‌های کوچکی به نام درفش‌برگ (به انگلیسی: flag leaves) در نوک آنها به خروج آنها از خاک کمک می‌کند. ساقه پوش گیاهی چون گندم معمولاً پس از ۳ روز به بیشترین حد رشد خویش می‌رسد. همچنین ساقه پوش‌ها دارای خواصی چون نورگرایی و جاذبه‌گریزی هستند که به رشد آنها به سمت بالا و مخالف جهت گرانش زمین کمک می‌کند.